# Point Sublime (Gorges du Tarn)
Point Sublime je vyhlídkové místo na soutěsku Gorges du Tarn. Tato vyhlídka se nachází na území obce Saint-Georges-de-Lévéjac ve francouzském departementu Lozère.

## Popis
Vyhlídkové místo Point Sublime se nachází v nadmořské výšce 870 m a je jedním z nejnavštěvovanějších míst v soutěsce Gorges du Tarn. Point-Sublime se nachází na náhorní plošině Causse de Sauveterre a je to vyhlídka tvořící 400 m vysokou dominantu nad údolím řeky Tarn. Řeka v tomto místě vytváří pravoúhlý oblouk, který umožňuje výhled v ose soutěsky jak na jih směrem po proudu, tak na východ směrem proti proudu.

## Galerie

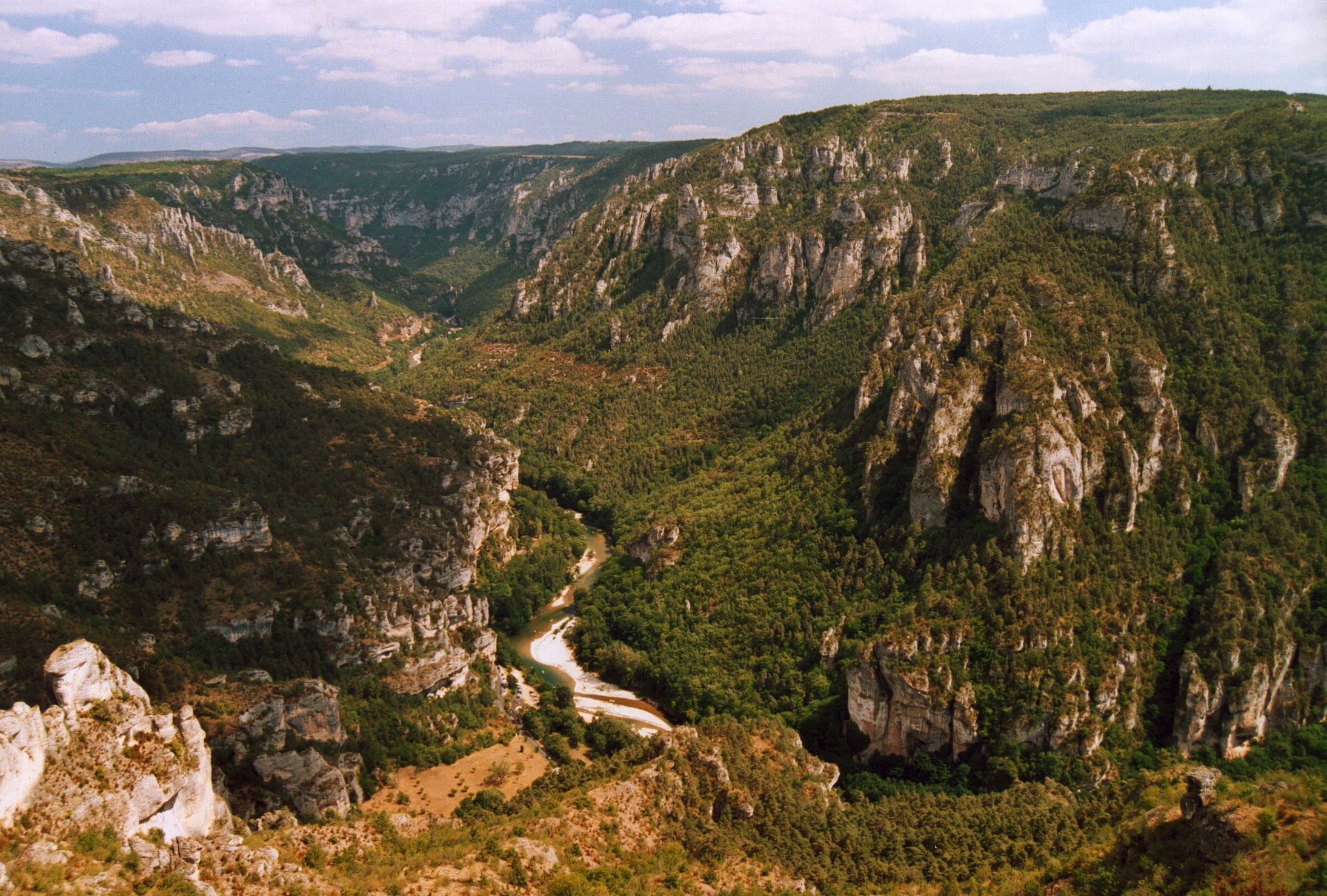
pohledy z vyhlídky point Sublime
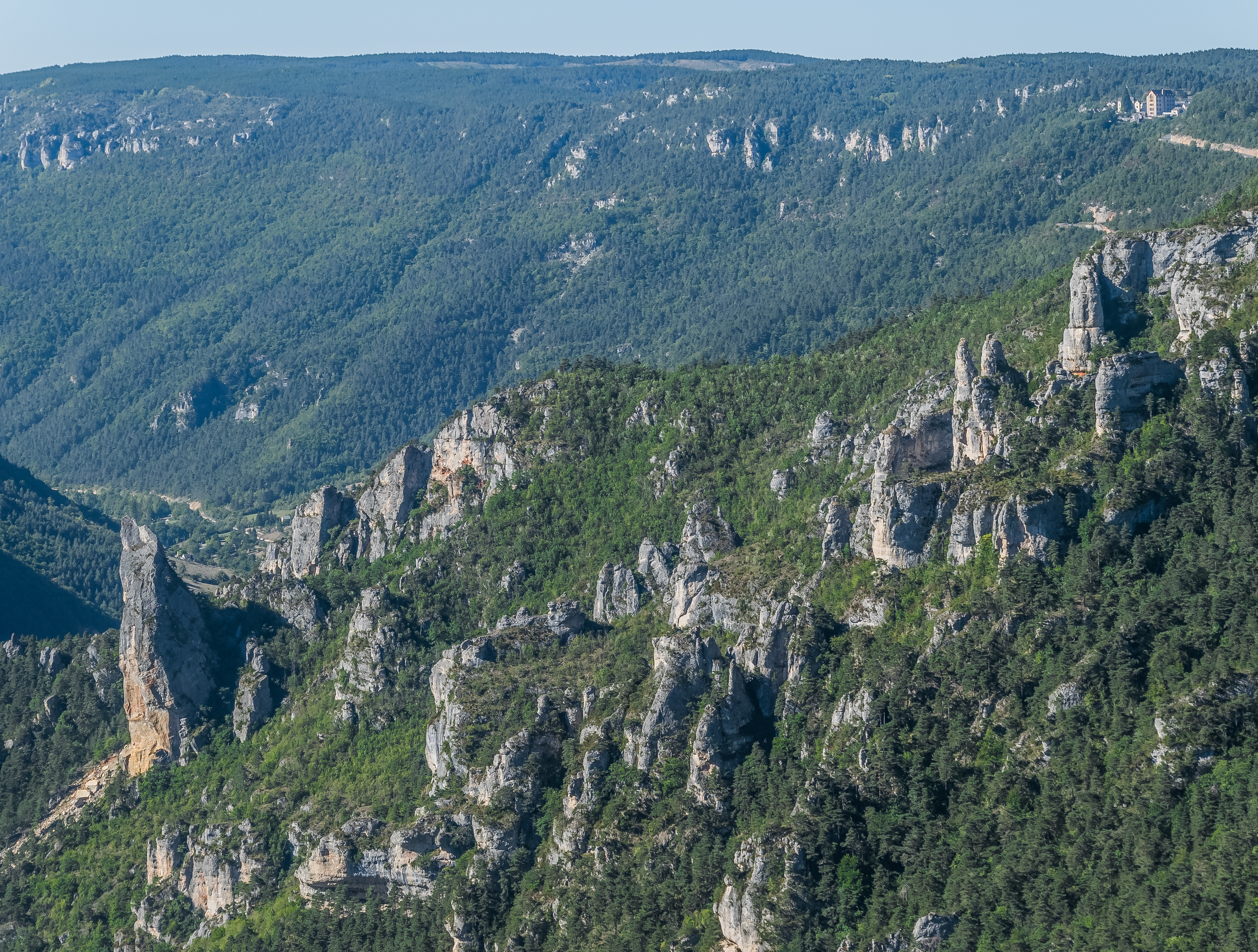
pohledy z vyhlídky point Sublime
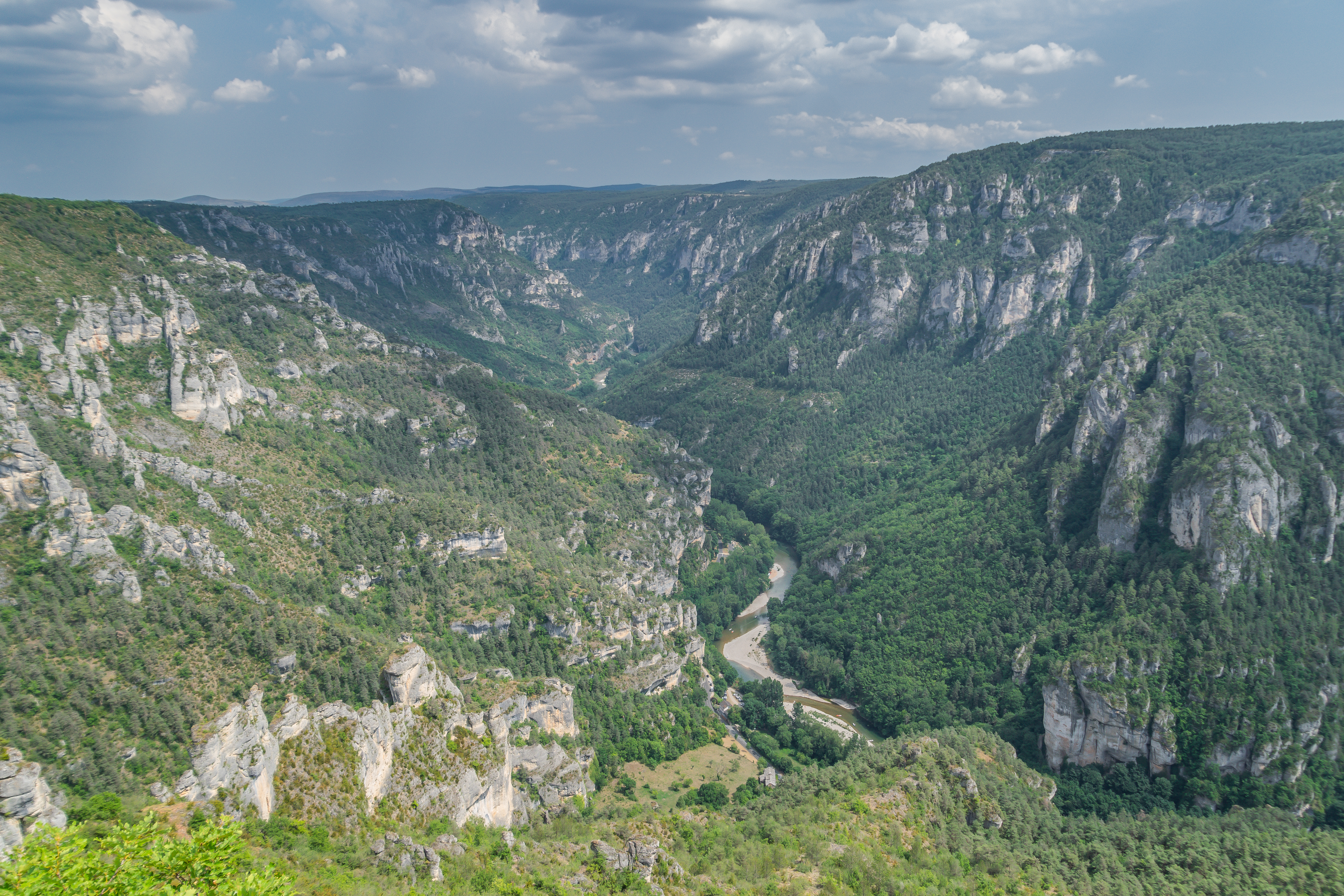
pohledy z vyhlídky point Sublime
panorama z vyhlídky point Sublime
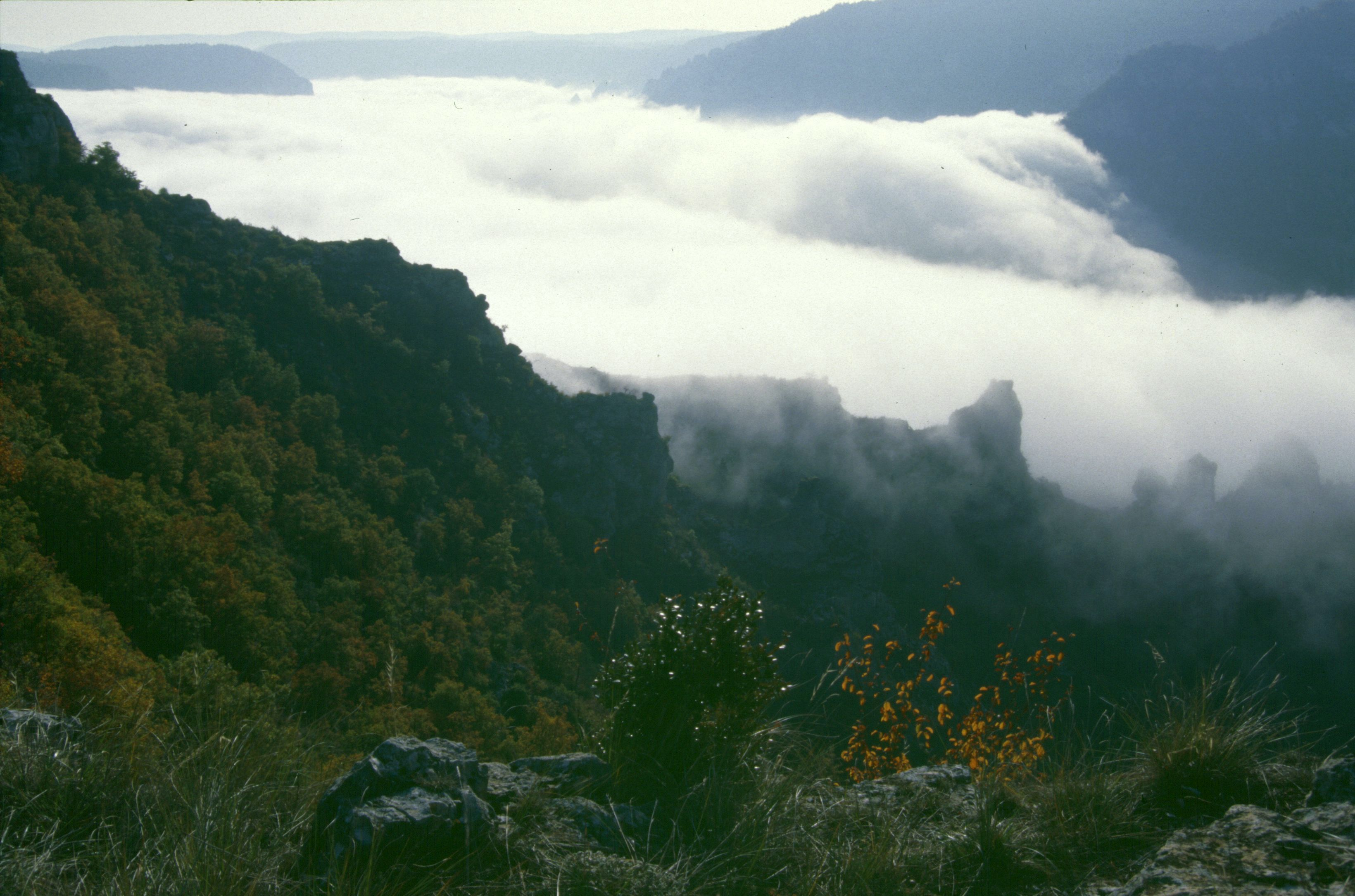
pohledy z vyhlídky point Sublime